# Kolozstótfalu
Kolozstótfalu (románul Tăuți) falu Romániában Kolozs megyében.

## Nevének említése
1341-ben tűnik fel az oklevelekben, mint püspöki birtok. 1839-ben Teutz, Tootz, 1863-ban Teucz, 1873-ban Teuc néven említik, 1839-1900-ig Tótfalu a település neve.

## Lakossága
1850-ben a 226 fős településnek már nem volt magyar lakosa. 1941-ben a 612 fős faluban 136 fő vallotta magát magyarnak. 1992-ben 197 fős lakossága 1 magyar kivételével román származású volt.
Román lakosai 1850-ben még görögkatolikus hitűek. 1941-ben 2 fő ortodox, 548 fő görögkatolikus, 44 fő római katolikus, 17 fő református és egy fő unitárius lakta a falut. 1992-ben 187 fő ortodox, 1 görögkatolikus, 1 római katolikus és 8 baptista hívőt számoltak.

## Története
A 15. századtól vegyes lakosságú település, melynek római katolikus lakói az 1600-as években kihaltak. 
A falu a trianoni békeszerződésig Kolozs vármegye Gyalui járásához tartozott.

## Látnivalók
Görögkatolikus fatemploma a 18. századból való, de egyes feltételezések szerint 16. századi.